# North Dorset
North Dorset est un ancien district non-métropolitain situé dans le comté de Dorset, en Angleterre. Il avait pour chef-lieu la ville de Blandford Forum.
Créé en 1974 par l'application du Local Government Act 1972, le district a été aboli en 2019, comme les cinq autres districts du Dorset (Christchurch, East Dorset, Purbeck, West Dorset et Weymouth and Portland). Depuis cette date, le comté n'est plus subdivisé et constitue une autorité unitaire.
La circonscription était majoritairement rurale, mais elle inclut des villes comme Blandford Forum, Gillingham, Shaftesbury, Stalbridge et Sturminster Newton. La majeure partie de la circonscription était située dans la vallée de la Stour (appelée Blackmore Vale). L'économie du North Dorset était essentiellement basée sur la production de lait. En 2001, le North Dorset a une population de 61 905 habitants.

## Localités
Les localités de plus de 2 500 habitants sont signalées en gras.
- Anderson, Ashmore
- Belchalwell, Blandford Forum, Bourton, Bryanston, Buckhorn Weston
- Cann, Charlton Marshall, Chettle, Child Okeford, Compton Abbas
- Durweston
- East Orchard, East Stour
- Farnham, Fifehead Magdalen, Fifehead Neville, Fontmell Magna
- Gillingham, Glanvilles Wootton
- Hilton, Hinton St Mary
- Ibberton, Iwerne Courtney, Iwerne Minster
- Kington Magna
- Lydlinch
- Manston, Mappowder, Marnhull, Melbury Abbas, Milborne St Andrew, Milton Abbas, Motcombe
- Okeford Fitzpaine
- Pimperne, Pulham
- Shaftesbury, Shillingstone, Silton (en), Spetisbury, Stalbridge, Stourpaine, Stour Provost, Stourton Caundle, Stour Row, Sturminster Newton, Sutton Waldron
- Tarrant Gunville, Tarrant Hinton, Tarrant Keyneston, Tarrant Launceston, Tarrant Monkton, Tarrant Rushton, Todber, Turnworth
- West Orchard, West Stour, Winterborne Houghton, Winterborne Kingston, Winterborne Stickland, Winterborne Whitechurch, Winterborne Zelston, Woolland